# Onglon

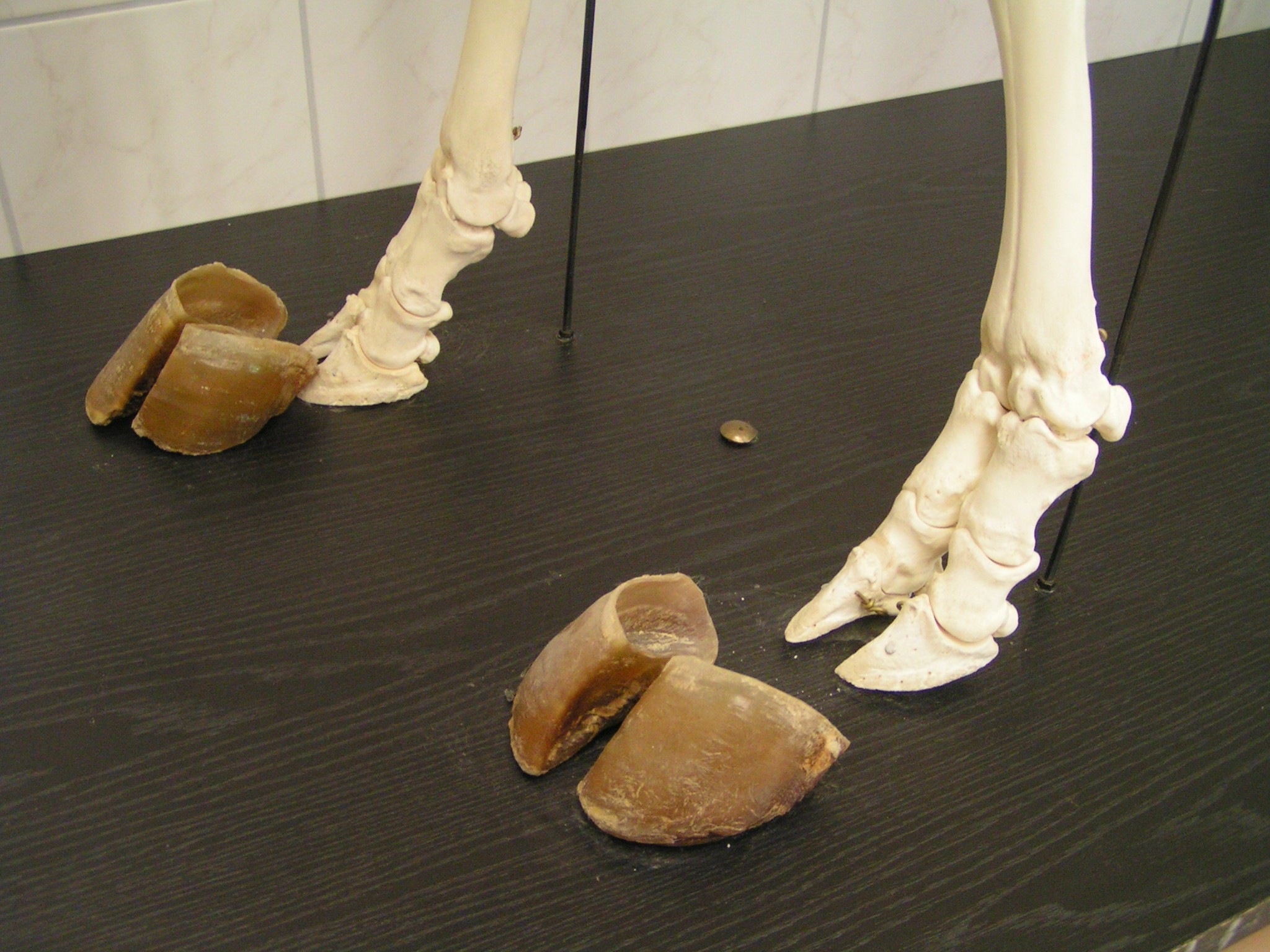
Onglons chez la vache

L'onglon est l'étui corné protecteur et amortisseur qui recouvre la dernière phalange des ongulés qui possèdent plusieurs doigts par pied,,. C'est un sabot que l'on retrouve chez les artiodactyles (ruminants et porcins) et les proboscidiens (éléphants),. L'onglon désigne aussi l'écaille cornée qui enveloppe l'extrémité des pattes des tortues. L'onglon est constitué de corne tubuleuse et est plus ou moins épaisse selon les espèces,. 

## Étymologie
Dérive de ongle suivi du suffixe -on. Le terme est utilisé dès la fin du XIIIe siècle pour désigner un « grand ongle ».

## Description
Les mammifères herbivores qui disposent d'au moins deux doigts par pied, ont un sabot qui protège chacun des doigts en contact avec le sol. Les éléments du sabot sont appelés onglons. Généralement, il existe un onglon interne et un onglon externe,. Entre les deux se trouve l'espace interdigité.  
Le poids de l'animal n'est pas réparti également sur chacun des onglons. Les onglons externes portent davantage que les internes en raison du déplacement de l'animal. 

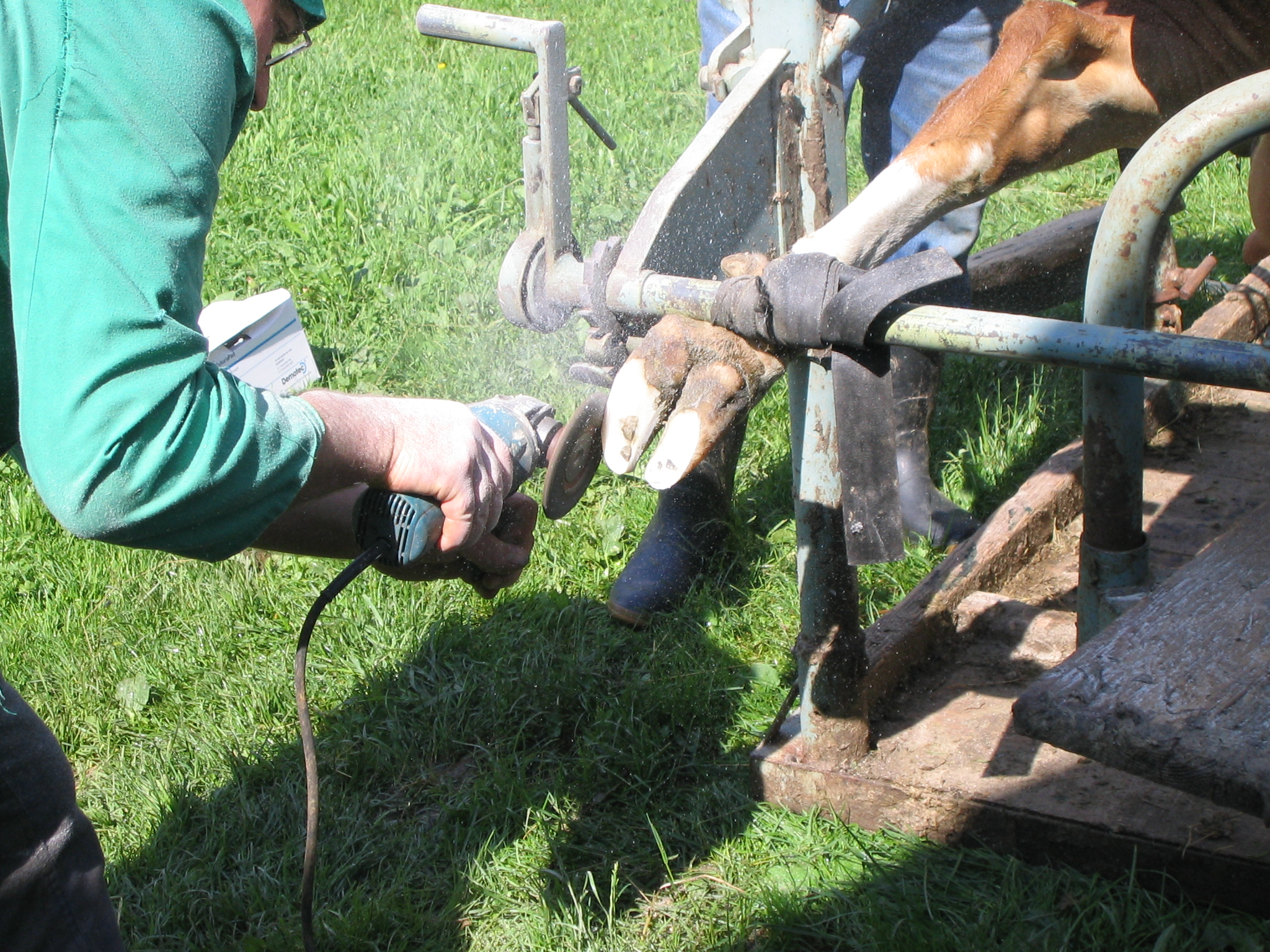
Parage des onglons d'un bovin

Pour les animaux d'élevage, les onglons doivent être taillés régulièrement par une découpe de la corne en surplus, dès lors qu'ils deviennent trop grands. Cette opération est appelée le parage. Non suivis ou traités, les onglons sont souvent la cause de cas de boiterie chez les bovins.  
Pour les animaux sauvages, l'usure des onglons se fait naturellement.

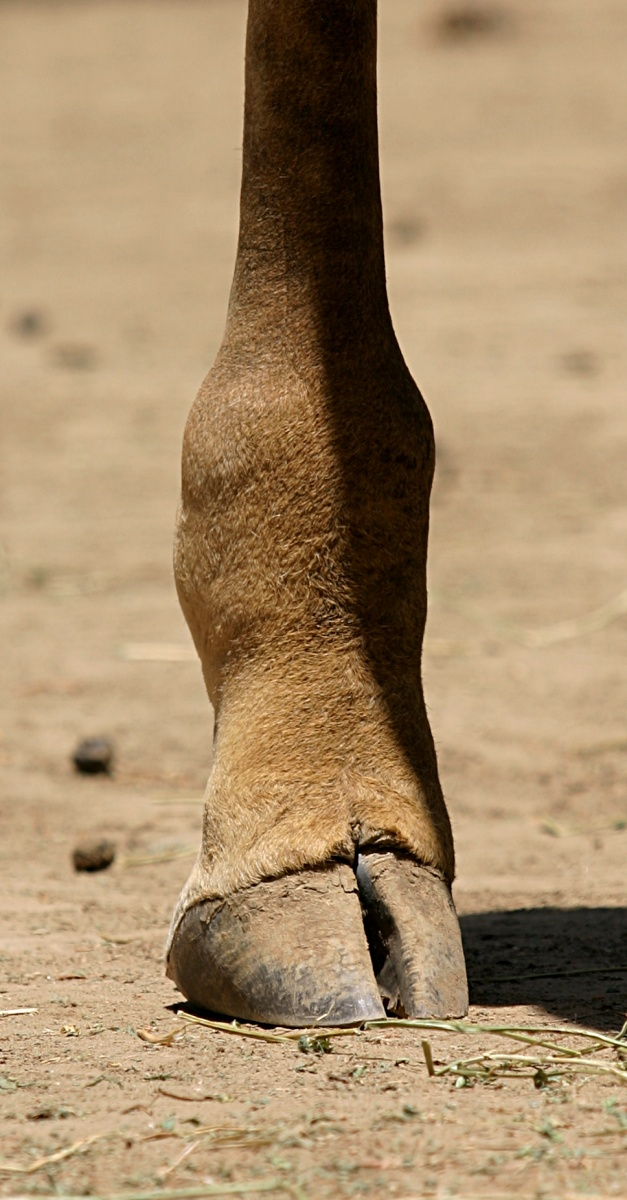
Onglons de girafe
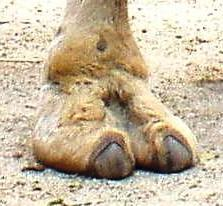
Onglons de dromadaire
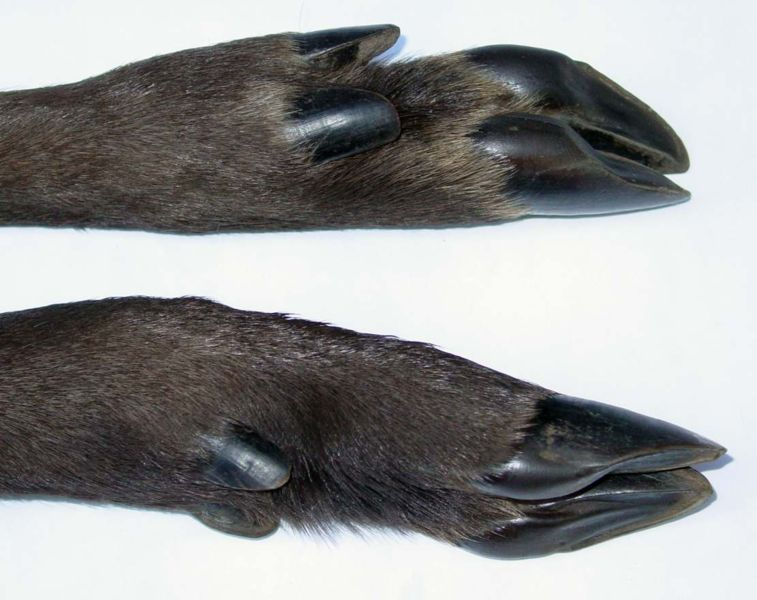
Onglons de chevreuil
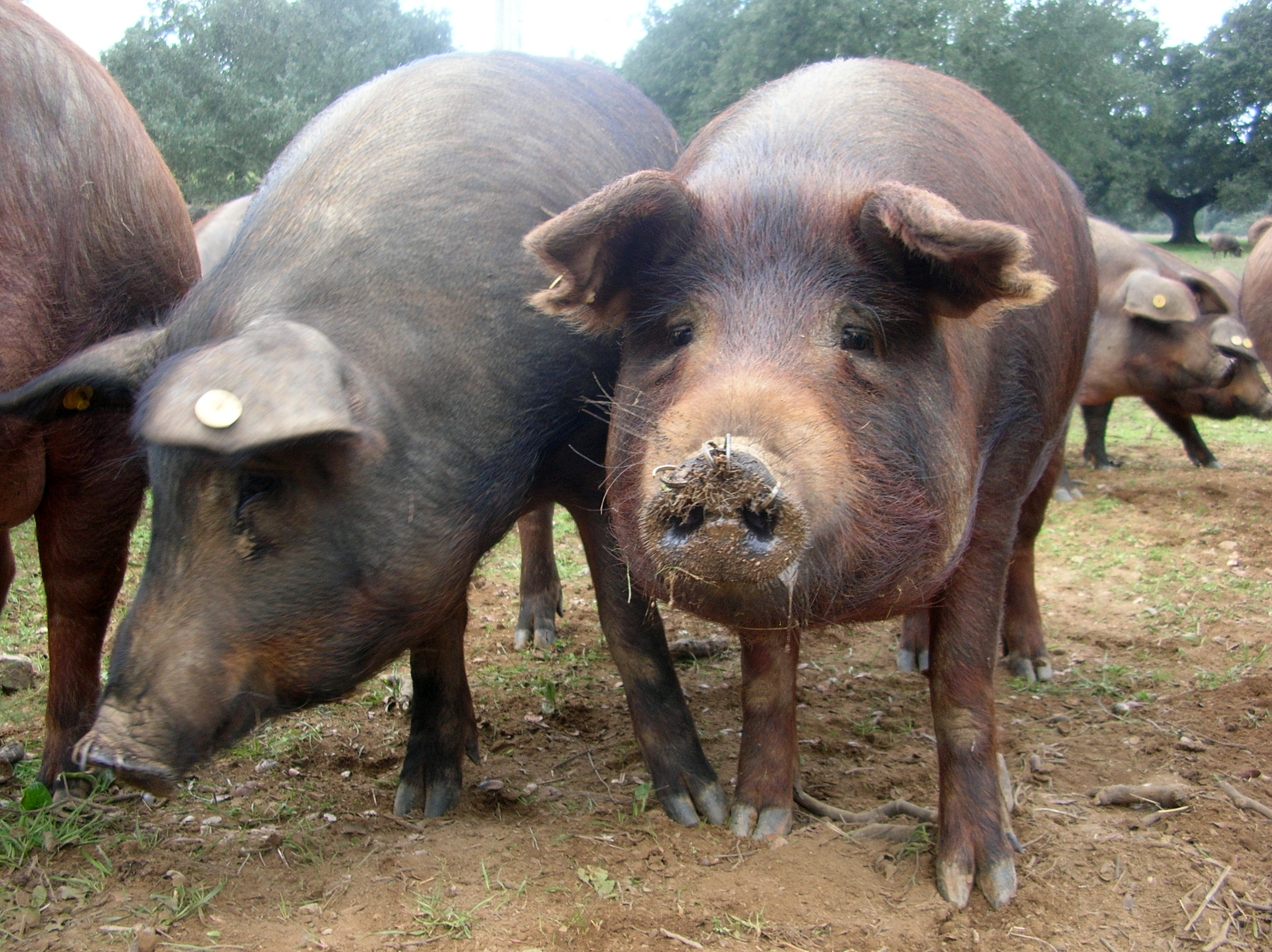
Onglons noirs de porc ibérique
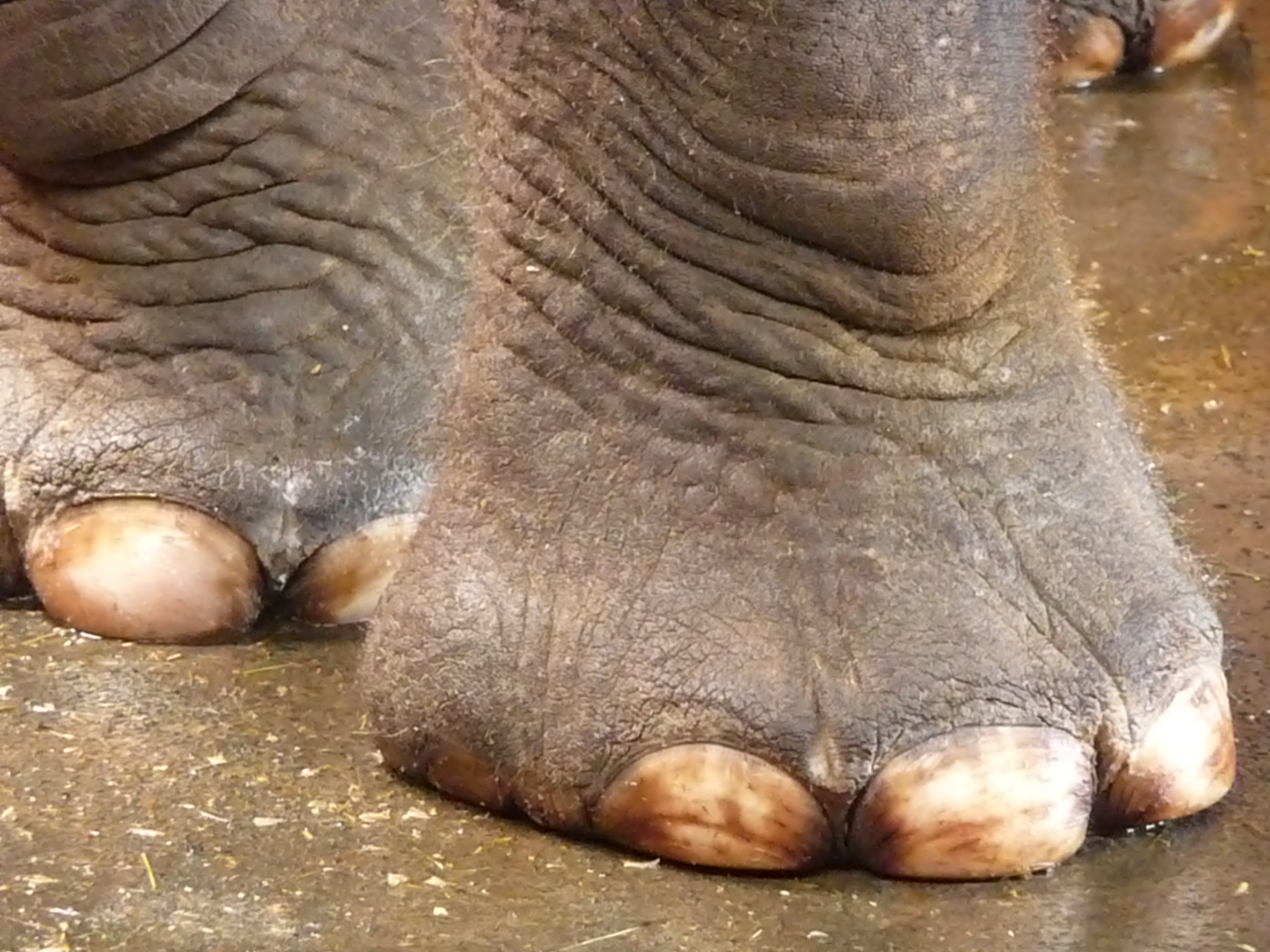
Onglons d'un pied d'éléphant